# Anopheles (Anopheles)
Anopheles (Anopheles) – podrodzaj muchówek z rodziny komarowatych i rodzaju widliszek.

## Morfologia
Aparat gębowy samic tego podrodzaju cechuje się nieuzbrojonym cibarium. Episternity przedtułowia zaopatrzone są zwykle w liczne szczecinki proepisternalne. Skrzydła mogą być nakrapiane. Jasne znaczenia na skrzydłach, jeśli w ogóle występują, nie przekraczają liczby dwóch na żyłce kostalnej; przy innych żyłkach jasne łuski zwykle nie tworzą całych znaków. Gonokoksyty w genitaliach samca mają typowo po trzy wyspecjalizowane szczecinki: jedną wewnętrzną i dwie przynasadowe (parabazalne), z których przynajmniej wewnętrzna parabazalna osadzona jest na wyraźnym guzku. Liczba tych wyspecjalizowanych szczecin wynosić może jednak też jedną lub dwie. W większości przypadków występują szczecinki przedprzetchlinkowe.
Larwy mają włoski nadustkowe drugiej pary położone bliżej siebie niż włosków nadustkowych trzeciej pary lub, rzadziej, odległości między tymi czterema włoskami są jednakowe. Z nielicznymi wyjątkami pierwszy włosek czułkowy wyrasta z wewnętrznej strony czułka. Zwykle wszystkie szczecinki osadzone na brzuszno-bocznych nabrzmiałościach segmentów tułowia (szczecinki pleuralne) są pojedyncze (nierozwidlone). Podobnie jak u innych podrodzajów widliszków larwom brak syfonu.
Poczwarka odznacza się zwykle krótkimi i tępo zakończonymi szczecinkami dziewiątej pary na segmentach odwłoka od piątego do siódmego oraz krótką i prostą, rzadko długą i zakrzywioną urochetą. Syfon u poczwarek z sekcji Laticorn jest szeroki, lejkowaty, o najdłuższej osi poprzecznej do trzonka, podczas gdy u tych z sekcji Angusticorn jest on pół-rurkowaty i ma najdłuższą oś mniej lub więcej zgodną z linią wzdłuż której ustawiony jest trzonek.

## Biologia i ekologia

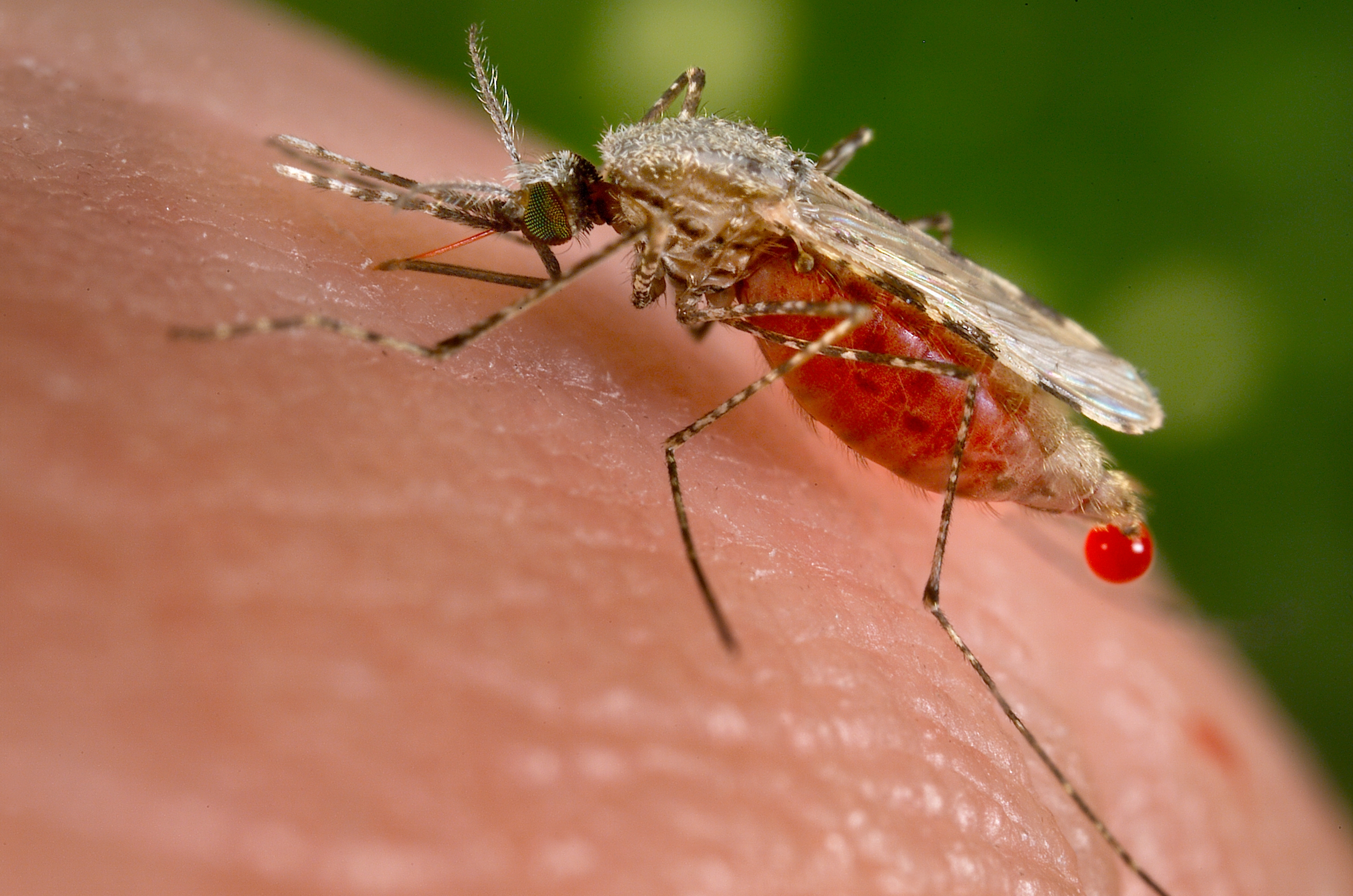
Żerująca samica Anopheles stephensi

Samce pobierają wyłącznie płynny pokarm roślinny, natomiast samice ponadto ssą krew zwierząt stałocieplnych (są hematofagami), która niezbędna jest im do rozwoju jaj. Aktywnie szukają swoich żywicieli, trzymając się jednak siedlisk wilgotnych z uwagi na łatwość wysychania ich ciała. Dorosłe większości gatunków aktywne są nocą lub o zmierzchu.
Larwy i poczwarki przechodzą rozwój w środowisku wodnym. Larwy żerują filtrując drobny pokarm z powierzchni wody przy użyciu uformowanych w wachlarze włosków na wardze górnej. Oddychają powietrzem atmosferycznym, pobieranym za pomocą przetchlinki na grzbiecie odwłoka. Przemieszczają się w wodzie szybkimi ruchami odwłoka, tyłem do przodu. Poczwarkom do oddychania służy krótki syfon.

## Rozprzestrzenienie
Takson kosmopolityczny, rozprzestrzeniony we wszystkich krainach zoogeograficznych, od strefy równikowej po umiarkowaną i od morskich wybrzeży po rejony górskie. Nie występuje głównie na większych wyspach Oceanii, z Nową Zelandią włącznie. W Polsce jest to jedyny podrodzaj widliszków; reprezentowany jest przez 5 gatunków (zobacz: komarowate Polski).

## Taksonomia
Podrodzaj ten obejmuje 185 opisanych dotąd gatunków. Tradycyjnie podrodzaj ten dzieli się na dwie sekcje: Angusticorn i Laticorn, te zaś na 5 serii: Anopheles, Cycloleppteron, Lophoscelomyia, Arribalzagia, Myzorhynchus. Serie z kolei obejmują grupy, podgrupy i kompleksy gatunków. Podział ten opiera się głównie na kryteriach morfologicznych. Molekularne analizy filogenetyczne podważają monofiletyzm wymienionych sekcji, jak i wielu serii, a filogeneza całego rodzaju pozostaje wciąż niedostatecznie zbadana.
Do podrodzaju należą:

- Anopheles aberrans Harrison et Scanlon, 1975
- Anopheles acaci Baisas, 1946
- Anopheles ahomi Chowdhury, 1929
- Anopheles aitkenii James, 1903
- Anopheles albotaeniatus (Theobald, 1903)
- Anopheles algeriensis Theobald, 1903
- Anopheles alongensis Venhuis, 1940
- Anopheles anchietai Corrêa et Ramalho, 1968
- Anopheles annandalei Prashad, 1918
- Anopheles annulipalpis Lynch Arribálzaga, 1878
- Anopheles apicimacula Dyar et Knab, 1906
- Anopheles arboricolus Zavortink, 1970
- Anopheles argyropus (Swellengrebel, 1914)
- Anopheles artemievi Gordeyev, Zvantsov, Goryacheva, Shaikevich et Yezhov, 2005
- Anopheles asiaticus Leicester, 1903
- Anopheles atratipes Skuse, 1889
- Anopheles atroparvus van Thiel, 1927
- Anopheles atropos Dyar et Knab, 1906
- Anopheles aztecus Hoffmann, 1935
- Anopheles baezai Gater, 1933
- Anopheles baileyi Edwards, 1929
- Anopheles balerensis Mendoza, 1947
- Anopheles bancroftii Giles, 1902
- Anopheles barberi Coquillett, 1903
- Anopheles barbirostris van der Wulp, 1884
- Anopheles barbumbrosus Strickland et Chowdhury, 1927
- Anopheles barianensis James, 1911
- Anopheles beklemishevi Stegnii et Kabanova, 1976
- Anopheles belenrae Rueda, 2005
- Anopheles bengalensis Puri, 1930
- Anopheles borneensis McArthur, 1949
- Anopheles bradleyi King, 1939
- Anopheles brevipalpis Roper, 1914
- Anopheles brevirostris Reid, 1950
- Anopheles bulkleyi Causey, 1937
- Anopheles bustamentei Galvão, 1955
- Anopheles calderoni Wilkerson, 1991
- Anopheles caliginosus de Meillon, 1943
- Anopheles campestris Reid, 1962
- Anopheles chiriquiensis Komp, 1936
- Anopheles chodukini Martini, 1929
- Anopheles claviger (Meigen, 1804)
- Anopheles colledgei Marks, 1956
- Anopheles collessi Reid, 1963
- Anopheles concolor Edwards, 1938
- Anopheles corethroides Theobald, 1907
- Anopheles costai da Fonseca et da Silva Ramos, 1940
- Anopheles coustani Laveran, 1900
- Anopheles crawfordi Reid, 1953
- Anopheles crucians Wiedemann, 1828
- Anopheles crypticus Coetzee, 1995
- Anopheles cucphuongensis Vu, Nguyen, Tran et Nguyen, 1991
- Anopheles culiciformis Cogill, 1903
- Anopheles daciae Linton, Nicolescu et Harbach, 2004
- Anopheles diluvialis Reinert, 1997
- Anopheles dissidens Taai et Harbach, 2015
- Anopheles donaldi Reid, 1962
- Anopheles earlei Vargas, 1943
- Anopheles eiseni Coquillett, 1902
- Anopheles ejercitoi Mendoza,1947
- Anopheles engarensis Kanda et Oguma, 1978
- Anopheles evandroi da Costa Lima, 1937
- Anopheles fausti Vargas, 1943
- Anopheles fluminensis Root, 1927
- Anopheles forattinii Wilkerson et Sallum, 1999
- Anopheles fragilis (Theobald, 1903)
- Anopheles franciscanus McCracken, 1904
- Anopheles franciscoi Reid, 1962
- Anopheles freeborni Aitken, 1939
- Anopheles freyi Meng, 1957
- Anopheles fuscicolor van Someren, 1947
- Anopheles gabaldoni Vargas, 1941
- Anopheles georgianus King, 1939
- Anopheles gigas Giles, 1901
- Anopheles grabhamii Theobald, 1901
- Anopheles guarao Anduze et Capdevielle, 1949
- Anopheles hailarensis Xu et Luo, 1998
- Anopheles hectoris Giaquinto Mira, 1931
- Anopheles heiheensis Ma, 1981
- Anopheles hermsi Barr et Guptavanij, 1989
- Anopheles hodgkini Reid, 1962
- Anopheles hunteri (Strickland, 1916)
- Anopheles hyrcanus (Pallas, 1771)
- Anopheles insulaeflorum (Swellengrebel et Swellengrebel de Graaf, 1920)
- Anopheles interruptus Puri, 1929
- Anopheles inundatus Reinert,1997
- Anopheles judithae Zavortink, 1969
- Anopheles kleini Rueda, 2005
- Anopheles koreicus Yamada et Watanabe, 1918
- Anopheles kweiyangensis Yao et Wu, 1944
- Anopheles labranchiae Falleroni, 1926
- Anopheles lesteri Baisas et Hu, 1936
- Anopheles letifer Sandosham, 1944
- Anopheles lewisi Ludlow, 1920
- Anopheles liangshanensis Kang, Tan, Cao, Cheng, Yang et Huang, 1984
- Anopheles lindesayi Giles, 1900
- Anopheles maculipennis Meigen, 1818 – widliszek plamistoskrzydły
- Anopheles maculipes (Theobald, 1903)
- Anopheles malefactor Dyar et Knab, 1907
- Anopheles manalangi Mendoza, 1940
- Anopheles marteri Senevet et Prunnelle, 1927
- Anopheles martinius Shingarev, 1926
- Anopheles mattogrossensis Lutz et Neiva, 1911
- Anopheles maverlius Reinert, 1997
- Anopheles medialis Harbach, 2018
- Anopheles mediopunctatus (Lutz, 1903)
- Anopheles melanoon Hackett, 1934
- Anopheles mengalangensis Ma, 1981
- Anopheles messeae Falleroni, 1926
- Anopheles minor da Costa Lima, 1929
- Anopheles montanus Stanton et Hacker, 1917
- Anopheles namibiensis Coetzee, 1984
- Anopheles neomaculipalpus Curry, 1931
- Anopheles nigerrimus Giles, 1900
- Anopheles nilgiricus Christophers, 1924
- Anopheles nimpe Nguyen, Tran et Harbach, 2000
- Anopheles nitidus Harrison, Scanlon et Reid, 1973
- Anopheles noniae Reid, 1963
- Anopheles obscurus (Grünberg, 1905)
- Anopheles occidentalis Dyar et Knab, 1906
- Anopheles omorii Sakakibara, 1959
- Anopheles palmatus (Rodenwaldt, 1926)
- Anopheles paludis Theobald, 1900
- Anopheles papuensis Dobrotworsky, 1957
- Anopheles parapunctipennis  Martini, 1932
- Anopheles peditaeniatus (Leicester, 1908)
- Anopheles perplexens Ludlow, 1907
- Anopheles persiensis Linton, Sedaghat et Harbach, 2003
- Anopheles peryassui Dyar et Knab, 1908
- Anopheles petragnani del Vecchio, 1939
- Anopheles peytoni Kulasekera, Harrison et Amerasinghe, 1989
- Anopheles pilinotum Harrison et Scanlon, 1974
- Anopheles pinjaurensis Barraud, 1932
- Anopheles plumbeus Stephens, 1828
- Anopheles pollicaris Reid, 1962
- Anopheles powderi Zavortink, 1970
- Anopheles powelli Lee, 1944
- Anopheles prachongae Rattanarithikul et Harrison, 2017
- Anopheles pseudobarbirostr is Ludlow, 1902
- Anopheles pseudomaculipes (Chagas, 1908)
- Anopheles pseudopictus Grassi, 1899
- Anopheles pseudopunctipenn is Theobald, 1901
- Anopheles pseudosinensis Baisas, 1935
- Anopheles pseudostigmaticu s Dobrotworsky, 1957
- Anopheles pullus Yamada, 1937
- Anopheles punctimacula Dyar et Knab, 1906
- Anopheles punctipennis (Say, 1823)
- Anopheles pursati Laveran, 1902
- Anopheles quadrimaculatus Say, 1824
- Anopheles rachoui Galvao, 1952
- Anopheles reidi Harrison, 1973
- Anopheles roperi Reid, 1950
- Anopheles sacharovi Favre, 1903
- Anopheles saeungae Taai et Harbach, 2015
- Anopheles samarensis Rozeboom, 1951
- Anopheles saperoi Bohart et Ingram, 1946
- Anopheles separatus (Leicester, 1908)
- Anopheles shannoni Davis, 1931
- Anopheles similissimus Strickland et Chowdhury, 1927
- Anopheles sinensis Wiedemann, 1828
- Anopheles sineroides Yamada, 1924
- Anopheles sintoni Puri, 1929
- Anopheles sintonoides Ho, 1938
- Anopheles smaragdinus Reinert, 1997
- Anopheles stigmaticus Skuse, 1889
- Anopheles stricklandi Reid, 1965
- Anopheles sumatrana Swellengrebel et Rodenwaldt, 1932
- Anopheles symesi Edwards, 1928
- Anopheles tasmaniensis Dobrotworsky, 1966
- Anopheles tenebrosus Dönitz, 1902
- Anopheles tibiamaculatus (Neiva, 1906)
- Anopheles tigertti Scanlon et Peyton, 1967
- Anopheles umbrosus (Theobald, 1903)
- Anopheles vanderwulpi Townson et Harbach, 2013
- Anopheles vanus Walker, 1859
- Anopheles wejchoochotei Taai et Harbach, 2015
- Anopheles veruslanei Vargas, 1979
- Anopheles vestitipennis Dyar et Knab, 1906
- Anopheles vietnamensis Nguyen, Tran et Nguyen, 1993
- Anopheles walkeri Theobald, 1901
- Anopheles wellingtonianus Alcock, 1912
- Anopheles whartoni Reid, 1963
- Anopheles xelajuensis de Leon, 1938
- Anopheles xui Dong, Zhou, Dong et Mao, 2007
- Anopheles ziemanni Grünberg, 1902

## Znaczenie medyczne
Znaczenie medyczne jako wektory zarodźców, wywołujących u ludzi malarię mają niektóre gatunki z serii Anopheles i Myzorhynchus oraz nicieni, wywołujących u ludzi filariozę. 
Podczas historycznych epidemii malarii w Europie i Azji Zachodniej największą rolę odgrywały A. messeae i A. atroparvus, na zachodzie Ameryki Północnej A. freeborni, w południowo-wschodniej Palearktyce A. sinensis, a w krainie neotropikalnej A. pseudopunctipennis. 